# Gerstenberg
Gerstenberg là một đô thị thuộc huyện Altenburger Land, trong bang Thüringen, Đức. Đô thị Gerstenberg có diện tích 3,13 km².